# Ponávka
Ponávka je potok v Jihomoravském kraji, dlouhý 16,8 km. Protéká severní částí Brna. Původně protékala celým Brnem a v oblasti Komárova se společně se Svitavou vlévala do Svratky. Později byla zásadně zregulována a část jejího koryta se stala hlavní brněnskou kanalizační stokou. V roce 1993 byl tok převeden do nové stoky, ústící do Cacovického náhonu. Ve státních mapových dílech je štola CI z roku 1993, ústící do Cacovického náhonu na řece Svitavě, nepojmenovaná, zatímco štola ústící do Svitavského náhonu a dolní část Svitavského náhonu, který ústí do Svratky, jsou popsány názvem Ponávka. V mapě Mapy.cz je dolní část Svitavského náhonu popsaná zdvojeným názvem „Svitavský náhon (Stará Ponávka)“. 

## Průběh toku

### Horní tok
Ponávka pramení v lesích severně od obce Vranov v okrese Brno-venkov, protéká Vranovem a Lelekovicemi a dále údolím do Brna. Zde protéká jeho místními částmi Mokrá Hora, Řečkovice a Královo Pole, kde poblíž bývalé dělnické kolonie podél Myslínovy ulice vstupuje do podzemí. Od tohoto místa dále se směr toku v historii dvakrát zásadně změnil.

### Dolní tok

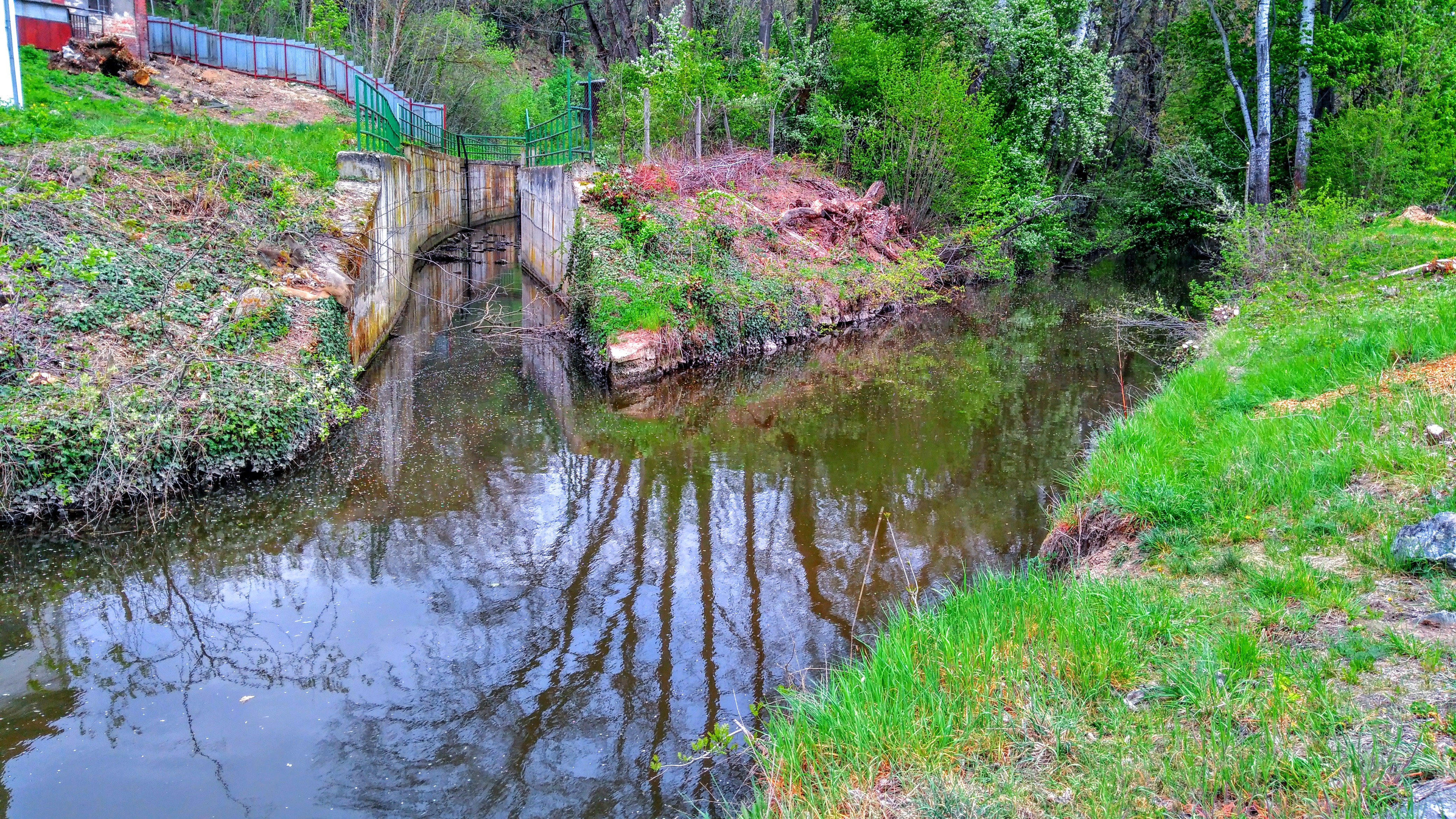
Ústí Ponávky (vlevo) do Cacovického náhonu

Původní tok Ponávky procházel z Králova Pole soustavou rybníků okolo Červeného mlýna (nedaleko dnešního Nákupního centra Královo Pole), přes park Lužánky, náměstí 28. října, v trase ulic Příkop a Ponávka a kolem ulice Vlhké, kde do ní ústil Svitavský náhon. U Dornychu se do ní vléval Svratecký náhon. Nedaleko Zvonařky se Ponávka až do začátku 20. století vlévala do Svitavy, původně do jejího hlavního toku, který byl po regulaci v polovině 19. století změněn na vedlejší rameno. To bylo počátkem 20. století zčásti zasypáno a od Svitavy odděleno, takže Ponávka převzala jeho trasu a další necelé století tekla dále na jih a vlévala se u Komárova do Svratky.
Na konci 19. století byla Ponávka v prostoru tehdejších předměstí (od Lužánek po soutok se Svrateckým náhonem) zatrubněna, v dalších letech byl tunel vodoteče prodloužen severním směrem až k dnešní železniční stanici Brno-Královo Pole. Do roku 1993 vedla Ponávka touto soustavou štol ve své původní trase až do Svratky. Tehdy byla vybudována nová, asi tři kilometry dlouhá podzemní štola CI, která odvádí vodu Ponávky od královopolského nádraží východním směrem, přibližně podél železniční trati Brno – Havlíčkův Brod, do Cacovického náhonu v Maloměřicích, tedy do řeky Svitavy. Do štoly C1 jsou též svedeny potoky přitékající do Brna od severu.
U ulice Křenové se do původní Ponávky až do roku 1993 vléval Svitavský náhon, který po výstavbě štoly pod Lesnou a převedení jejího toku převzal její trasu jižně od centra města, včetně ústí do Svratky. Přestože vody Ponávky již tečou jinudy, je Svitavský náhon v oblasti Trnité a Komárova často nazýván stále Ponávkou, případně se pro něj používá i název Stará Ponávka.
V rámci rekonstrukce Lužánek zde byl v roce 2005 dokončen nový vodní prvek – 320 metrů dlouhé umělé vodní koryto s jezírky, osazené vodními rostlinami a ozdobnými rybami. Vodoteč není s Ponávkou spojena, používá vlastní cirkulující vodu. Je vedena přibližně v historické trase Ponávky, aby připomínala její funkci v bývalém lužním parku.